# Bardsey (Yorkshire de l'Ouest)

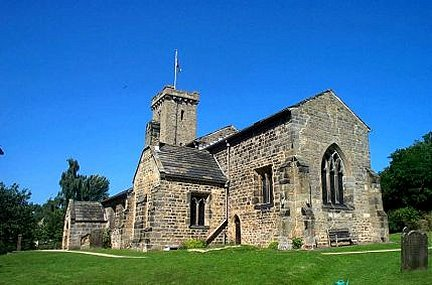
Église All Hallows

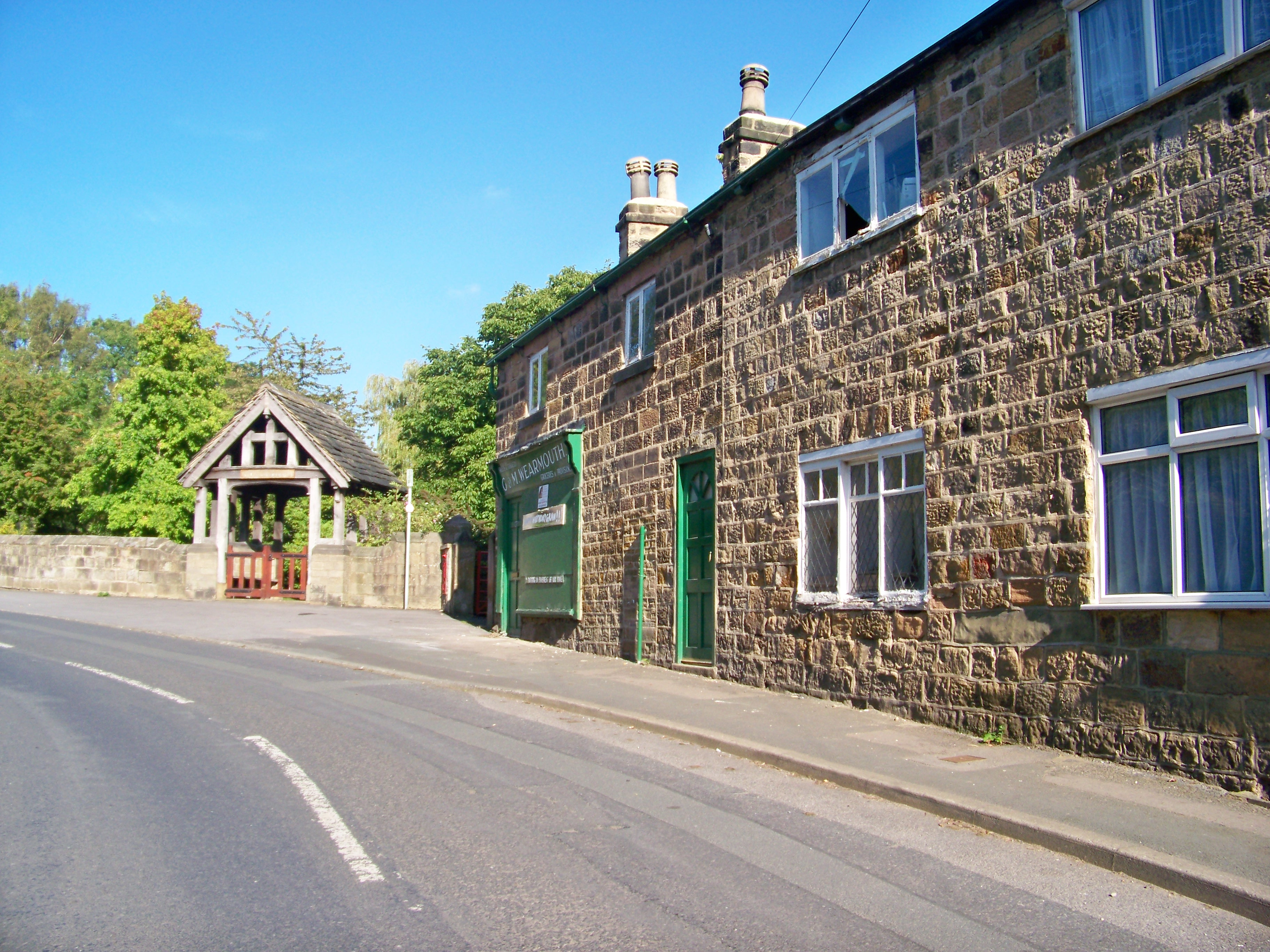
Church Lane

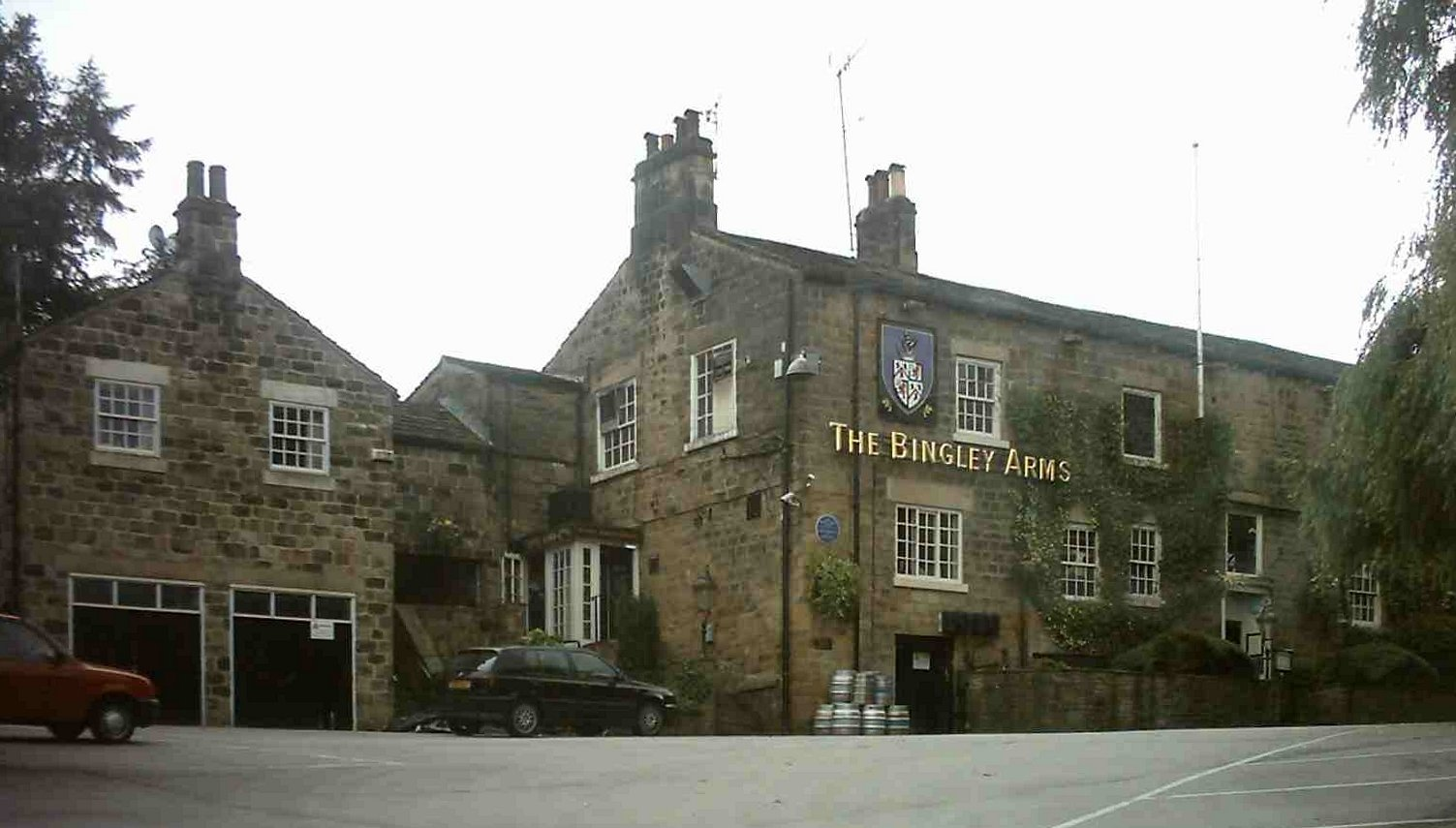
Bingley Arms

Bardsey est un village du Yorkshire de l'Ouest, en Angleterre. Il est situé à près de Leeds, Collingham et Wetherby.
Il y a une église, un pub, un magasin et une école.